# День спокути
День спокути (англ. Day of Redemption) — американський трилер 2004 року.

## Сюжет
Шериф маленького містечка стає свідком звірячого вбивства своєї дружини. Божевільний вбивця тікає з в'язниці з однією метою — знищити людину, яка його туди відправила. Тепер шерифу, незважаючи ні на що, потрібно зібратися і зупинити маніяка.

## У ролях
- Джефф Фейгі — Френк Еверлі
- Крістіан Альфонсо — Мері Еверлі
- Девід Лі Ролінгс — Вінсент Попе
- Девід Александер Джонстон — Рендалл Гаркінс
- Лейтон Меттьюс — Томмі Гаас
- Мішель Манн — доктор Кетрін Фрай
- Джон Лушбау — Клейтон Бо
- Кім Кідд — місіс Картер
- Тейлор Шерідан — дівчина
- Сінді Нордбрук — Джіджет
- Сара Адіна — Шейла Бенсон
- Шенна Брок — Моллі Бріггс
- Г'ю Буррітт — поліцейський
- Річард Клаузен — поліцейський
- Сантьяго Крейг — Сем
- Джон ДіБене — Лютер Бріггс
- Хуліо Ґарсіа — поліцейський
- Тревіс Ґівен — хлопець
- Девід Кідд — поліцейський
- Вікторія МакГі — місіс Гаас
- Елвуд Піпестем — індіанець скаут
- Семмі Рокрот — Розі Даттон
- Джон Шаффер — поліцейський
- Ерік «Снейк» Фон Рейман — Берні